# Matthias Kerkhoff

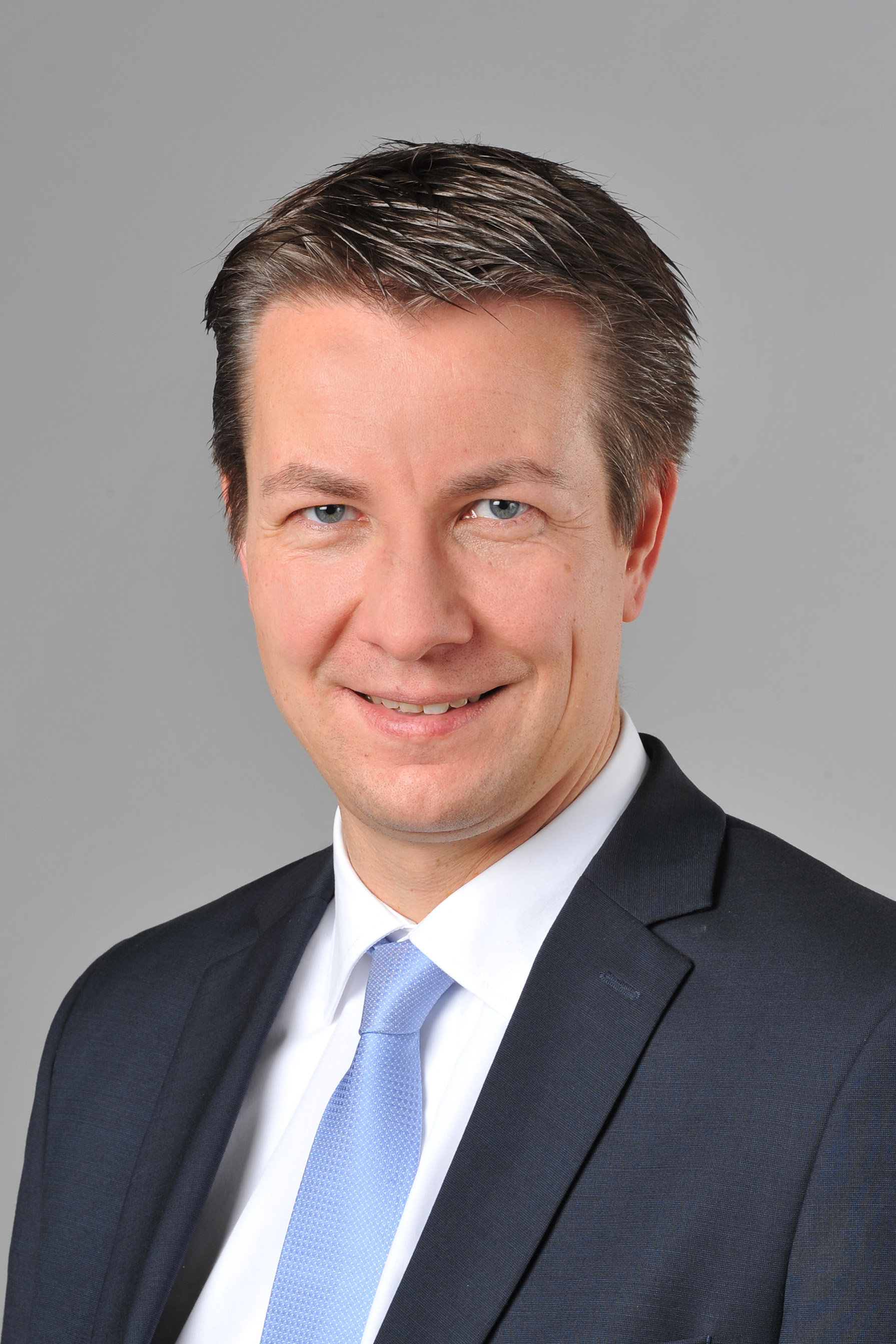
Matthias Kerkhoff (2013)

Matthias Kerkhoff (* 3. September 1979 in Meschede) ist ein deutscher Politiker der CDU, der seit 2012 Mitglied des Landtags Nordrhein-Westfalen ist. 

## Leben
Kerkhoff ist Sohn eines Bankkaufmanns und einer Lehrerin. Nach dem Abitur am Gymnasium der Benediktiner in Meschede und dem Zivildienst in seiner Heimatstadt Olsberg studierte Matthias Kerkhoff Politikwissenschaft, Geschichte und Öffentliches Recht an der Westfälischen Wilhelms-Universität in Münster. Seine Magisterarbeit schrieb er über ein Thema der Zeitarbeit. Im Anschluss daran war er von Juli 2005 bis Ende 2006 als wissenschaftlicher Mitarbeiter für die CDU-Landtagsabgeordneten aus Südwestfalen tätig. Zwischen 2007 und 2010 arbeitete er als Referent für Gesellschafts- und Sozialpolitik für den Unternehmensverband Westfalen-Mitte in Arnsberg. Von 2011 bis zu seiner Wahl in den Landtag war Kerkhoff dann Referent des Hauptgeschäftsführers der Landesvereinigung der Unternehmensverbände Nordrhein-Westfalen sowie des Verbands der Metall- und Elektro-Industrie Nordrhein-Westfalen.

## Politik

### Partei
Im Jahr 1994 trat Matthias Kerkhoff in die Junge Union, 1998 auch in die CDU ein. Ab 1996 war er Mitglied des JU-Kreisvorstands, bis 2000 zudem Ortsverbandsvorsitzender in Olsberg. 2002 wurde er zum Kreisvorsitzenden der Jungen Union im Hochsauerlandkreis und zugleich auch in den CDU-Kreisvorstand gewählt. 2006 gab er das Amt des JU-Vorsitzenden gegen das des stellvertretenden CDU-Kreisvorsitzenden auf, das er bis 2010 innehatte. Seit 2009 ist Kerkhoff darüber hinaus Beisitzer im CDU-Bezirksvorstand Südwestfalen. Außerdem ist er Mitglied des Orts- und Stadtverbandsvorstands der CDU Olsberg und Leiter des Arbeitskreises Wirtschaft/Mittelstand. 2015 wurde er zum Vorsitzenden des CDU-Kreisverbandes Hochsauerland gewählt. Des Weiteren ist er Mitglied im Landesvorstand der CDU Nordrhein-Westfalen.

### Mitglied des Landtages
Nachdem der bisherige Landtagsabgeordnete Hubert Kleff bekannt gegeben hatte, bei der vorgezogenen Landtagswahl 2012 nicht mehr anzutreten, wählte die CDU Hochsauerland Matthias Kerkhoff auf einer Delegiertenkonferenz am 28. März 2012 zu ihrem Kandidaten für den Wahlkreis Hochsauerlandkreis II. Bei der Wahl am 13. Mai trat er gegen SPD-Gegenkandidat Ferdinand Wiegelmann und fünf weitere Direktkandidaten an und erzielte 47,3 Prozent der Erststimmen. Damit verteidigte er seinen Wahlkreis für die CDU und zog als direkt gewählter Abgeordneter in den Düsseldorfer Landtag ein.
Bei der Landtagswahl im Mai 2017 wurde Kerkhoff erneut als Direktkandidat im Wahlkreis 125 (Hochsauerlandkreis II) in den Landtag gewählt. Das Direktmandat gewann er mit 56,5 % der Erststimmen. Seit Juni 2017 ist er Parlamentarischer Geschäftsführer der CDU-Landtagsfraktion. Bei der Landtagswahl 2022 verteidigte er das Direktmandat mit 51,4 % der Erststimmen.